# Esmelle
Esmelle(llamada oficialmente San Xoán de Esmelle) es una parroquia y un barrio español del municipio de Ferrol, en la provincia de La Coruña, Galicia.

## Entidades de población
Entidades de población que forman parte de la parroquia:
- Castiñeira
- Chá (Chá da Mariña)
- Esmelle
- Lodeiro
- Mougá
- Rioxunto

## Demografía

### Parroquia
| Gráfica de evolución demográfica de Esmelle (parroquia) entre 2000 y 2019 |
|                                                                           |
| Datos según el nomenclátor publicado por el INE.                          |

### Barrio
| Gráfica de evolución demográfica de Esmelle (barrio) entre 2000 y 2019 |
|                                                                        |
| Datos según el nomenclátor publicado por el INE.                       |